# Una sirena
Una sirena (in danese: (En) Havfrue) è un dipinto di Elisabeth Jerichau-Baumann del 1873, ultimo di una serie di quattro oli su tela dell'autrice sul tema delle sirene. Fa parte della collezione della Ny Carlsberg Glyptotek di Copenaghen. Uno degli altri dipinti della serie si trova al museo d'arte della Fionia e gli altri due in collezioni private.

## Storia
L'ispirazione per i dipinti con le sirene ha origine da un lato dalla sirena nello stemma della città natale della pittrice, Varsavia, e dall'altro dal racconto La sirenetta di Hans Christian Andersen. Gli Jerichau incontrarono per la prima volta Andersen a Roma e mantennero una forte amicizia con lui fino alla fine delle loro vite. Andersen era il padrino della figlia Caroline Elisabeth Nancy, poi nota come Agnete, forse in riferimento a una fiaba danese intitolata Agnete e il Tritone (Agnete og Havmanden). Jens Adolf Jerichau creò un piccolo bozzetto di una sirena in una posa molto simile alle sirene dei dipinti della moglie, ma non essendo datato è impossibile determinare chi ispirò chi.
Jerichau-Baumann dipinse l'ultimo dipinto della serie nel 1873, il quale venne esposto a Vienna lo stesso anno. Nel settembre del 1877, Carl Jacobsen acquistò il quadro dalla stessa Baumann per 3000 corone danesi. Quando Jacobsen commissionò la statua della Sirenetta a Edvard Eriksen, dichiarò che "Hans Christian Andersen ha creato la Sirenetta nella letteratura, Fini Henriques l'ha creata nella musica, la signora Jerichau l'ha creata nella pittura (...) adesso voglio che lei la crei nella scultura".

### Dipinti precedenti sul tema

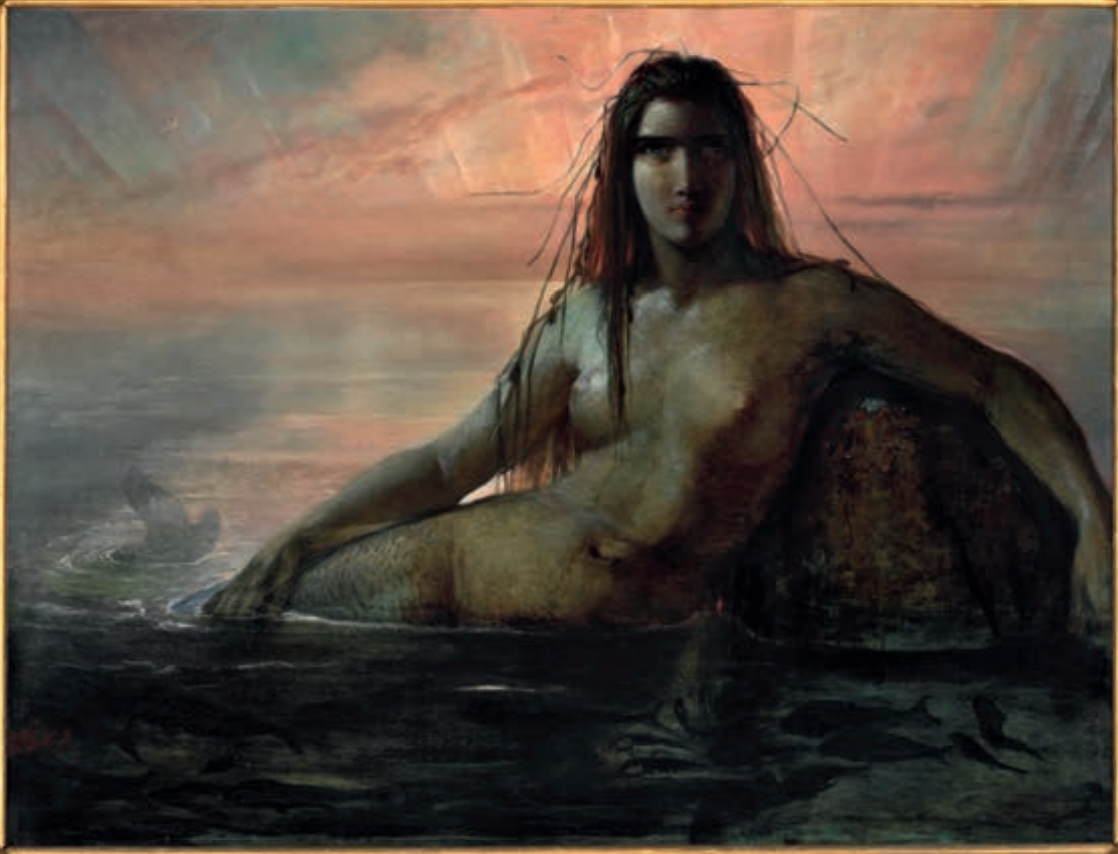
Il quadro del 1861.

Il primo dipinto noto di Jerichau-Baumann a ritrarre una sirena venne esposto nella primavera del 1861 al Salone di Parigi. Un critico d'arte francese la descrisse come una "creatura fatidica, che, a causa della sua attrattiva, farebbe incagliare l'Odisseo scandinavo". Quando all'età di 19 anni Wanda Zahrtmann visitò lo studio di Jerichau-Baumann nel dicembre dello stesso anno, rimase colpita immediatamente dallo sguardo della creatura marina, a tal punto che il 24 dicembre decise di comprarlo per 1200 rigsdaler. In una lettera alla pittrice, Wanda le disse che continuava a immaginarla sia da sveglia che di notte. Il quadro fu poi presentato al pubblico alla mostra annuale di primavera di Charlottenborg.

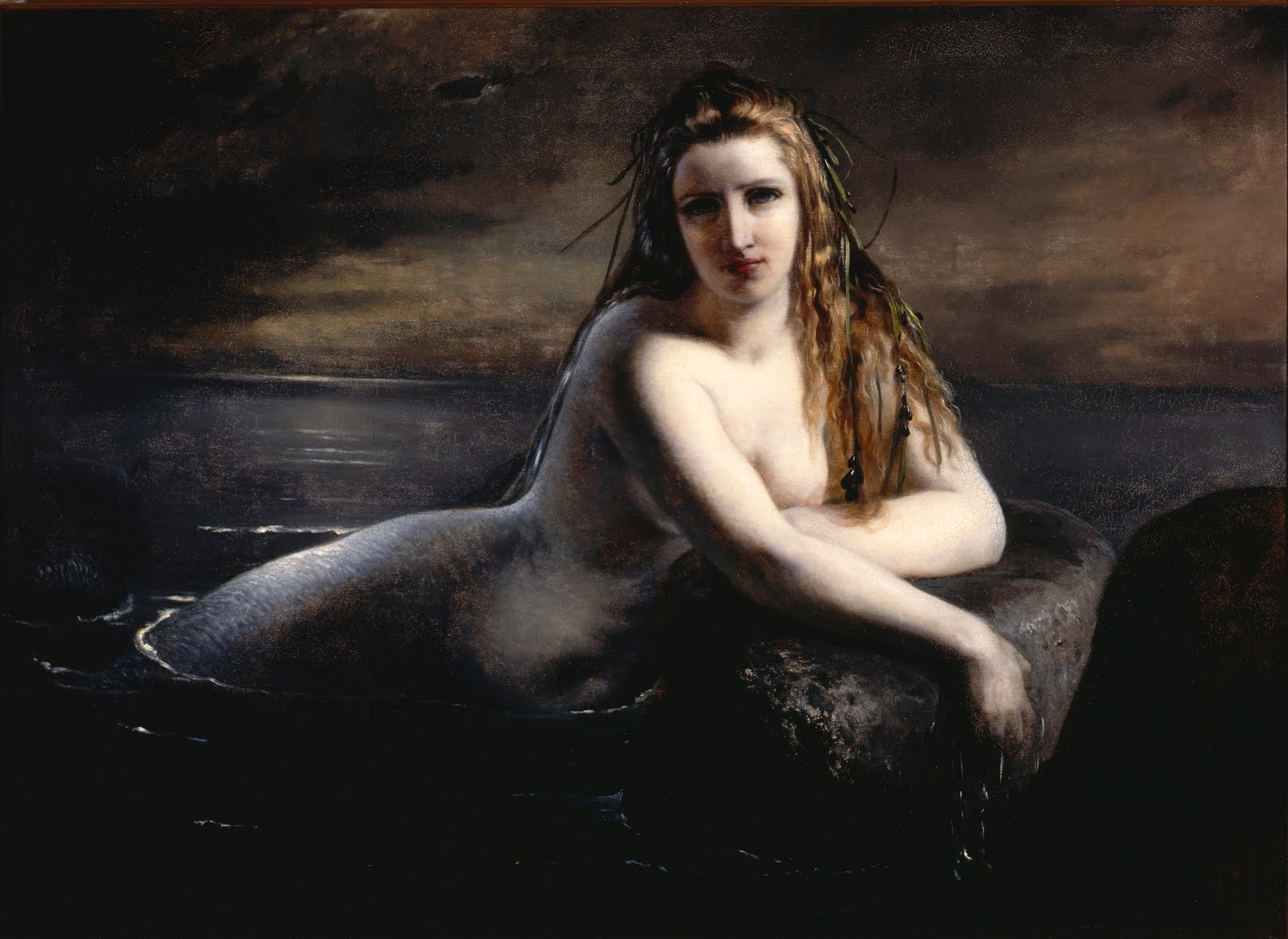
Il dipinto del 1863.

Un altro dipinto sul tema venne completato nel giugno del 1862. Baumann lo portò con sé a Londra per una mostra alla fiera mondiale. Elisabeth sperava che lo scià di Persia, che aveva incontrato a un evento al palazzo Buckingham, si interessasse alla tela, ma ciò non avvenne. Il dipinto venne messo in vendita per 200 sterline (1800 rigsdaler), ma nessuno lo comprò. Secondo un catalogo del 1883, il quadro del 1863 apparteneva alla contessa V. Danneskjold-Samsøe.
Il 2 aprile 1868, Baumann diede uno dei suoi dipinti su queste creature marine a Hans Christian Andersen come regalo di compleanno. Andersen la ringraziò con una poesia breve in una lettera non datata.

## Descrizione
Il dipinto di Baumann del 1873 raffigura una sirena con un'espressione alquanto malinconica e delle alghe tra i capelli, mentre si appoggia ad una roccia in un'acqua poco profonda, con un cielo notturno che sovrasta un mare illuminato dalla luna sullo sfondo. Lo storico dell'arte Sine Krogh ha notato come "se la sirena molto giovane e innocente di Andersen ha sacrificato la sua vita per il principe terrestre, il cui amore non poté vincere, le sirene di Jerichau Baumann sembrano meno disinteressate o sacrificali. Piuttosto, sembrano più autocoscenti e allettanti mentre giacciono oscillanti vicino alla superficie del mare, coprendo a tradimento la scogliera che potrebbe causare l'incagliarsi delle navi".

## Accoglienza
La serie di dipinti non venne ben accolta dai critici d'arte dell'epoca. D'altro canto, Lucie Ingemann, vedova di B.S. Ingemann e anch'essa una pittrice, espresse la sua grande ammirazione dopo aver visto le sirene di Elisabeth Jerichau-Baumann.